# Relations entre Saint-Barthélemy et l'Union européenne
Les relations entre Saint-Barthélemy et l'Union européenne reposent sur le fait que Saint-Barthélemy est un pays et territoire d'outre-mer de l'Union européenne (c'est-à-dire, un territoire d'un État membre situé hors de l'Union européenne).

## Exceptions aux politiques communautaires
| États membres et territoires | Dans l'Union ? | Application du droit de l’Union | Exécutoire devant les tribunaux | Euratom | Citoyenneté de l'Union | Élections du Parlement | Espace Schengen | Espace TVA | Territoire douanier de l’Union | Marché commun européen | Zone euro |
| ---------------------------- | -------------- | ------------------------------- | ------------------------------- | ------- | ---------------------- | ---------------------- | --------------- | ---------- | ------------------------------ | ---------------------- | --------- |
| Saint-Barthélemy             | Non            | Application minimale (PTOM)     | Oui                             | Oui     | Oui                    | Oui                    | Non             | Non        | Non                            | Application partielle  | Oui       |

## Sources

## Compléments